# Garten-Pfautaube

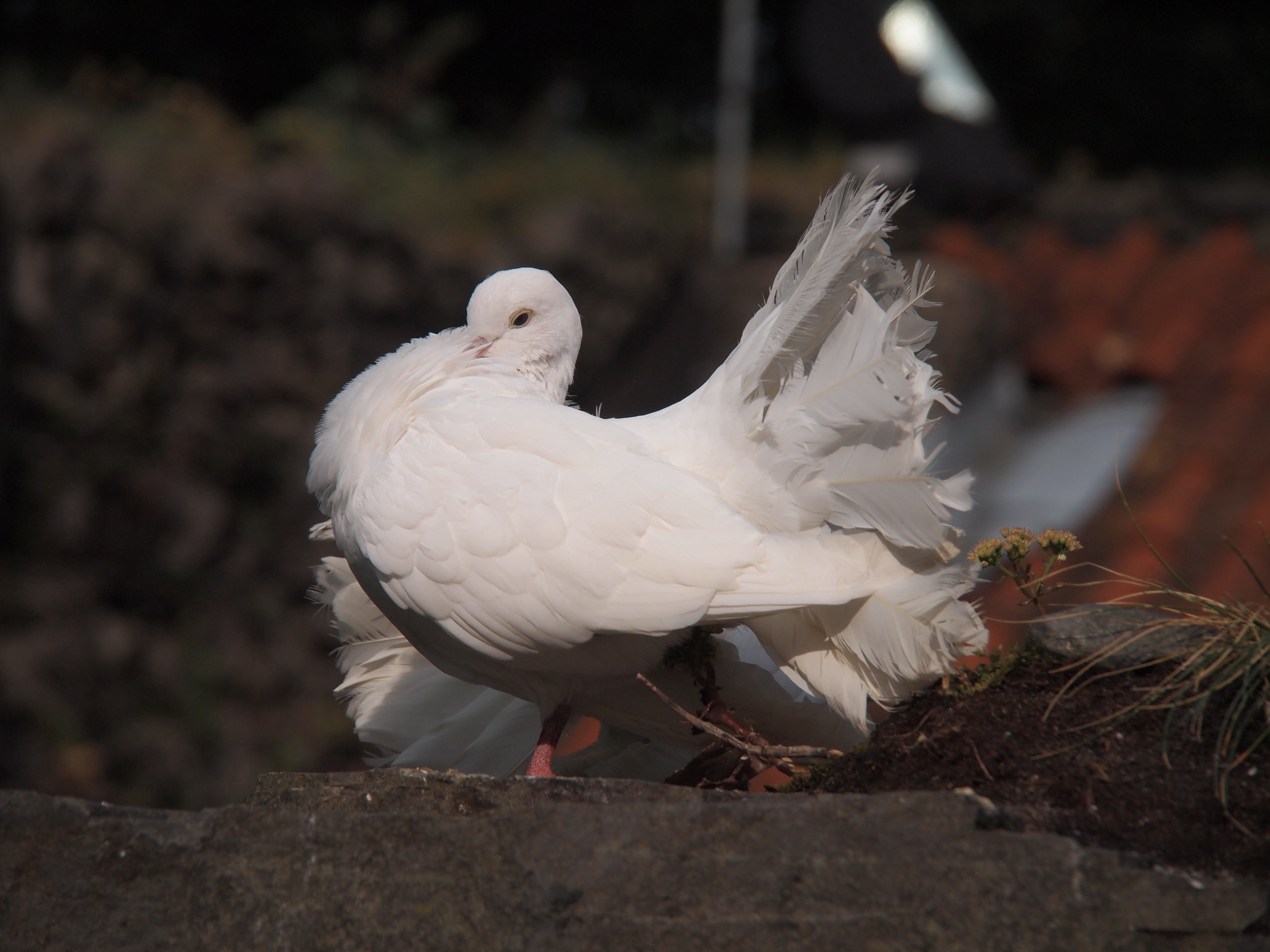
Garten- oder Englische Pfautaube

Die Garten-Pfautaube ist eine englische Rasse der Haustaube. Im Gegensatz zu anderen Rassetauben werden Gartenpfautauben nicht als Ausstellungstiere gezüchtet. Dennoch wurden sie durch die Europäische Standard Kommission für Tauben (ESKT) des Europäischen Verbandes für Geflügel-, Tauben-, Vogel-, Kaninchen- und Caviazucht (EE) bestätigt und werden in der EE-Liste der Rassetauben mit der Nummer 608 geführt.
Die Gartenpfautaube ist eine einfache Taube mit gefächertem, trichterförmigen Schwanz. Ihre Haltung ist unkompliziert. Sie ist robust, fliegt gut und kümmert sich selbständig um die Aufzucht ihrer Jungen. Sie kann vor Räubern, wie Katzen, Hunden, Füchsen und Mardern, fliehen.

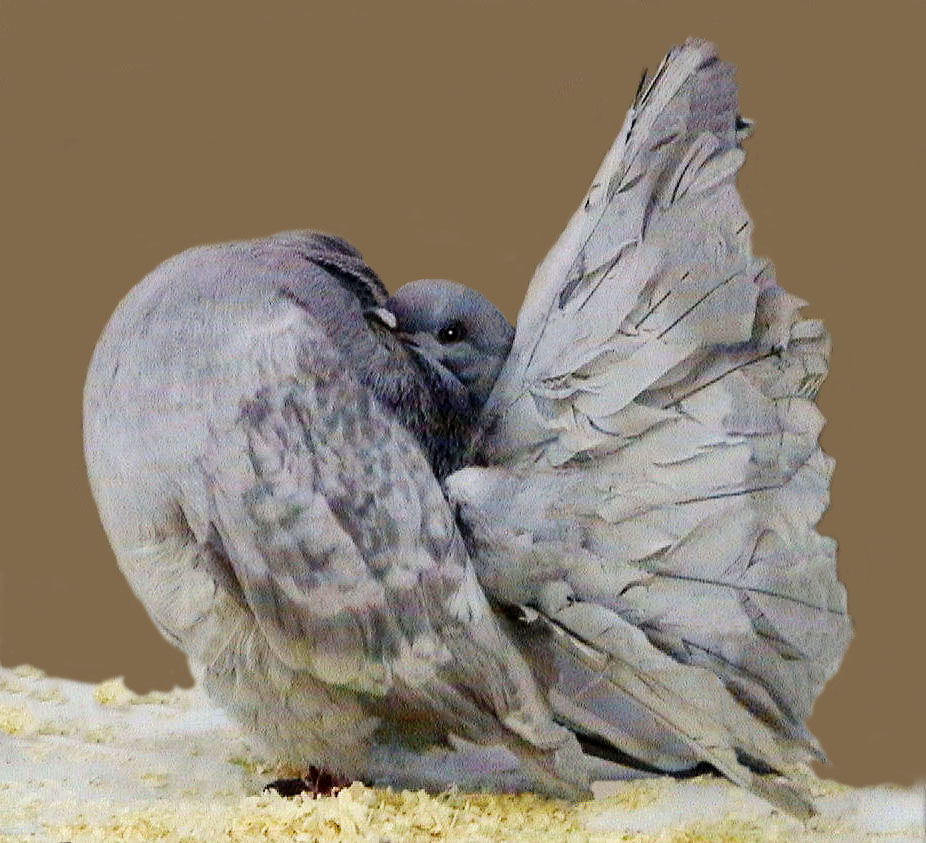
Pfautaube (EE 606)

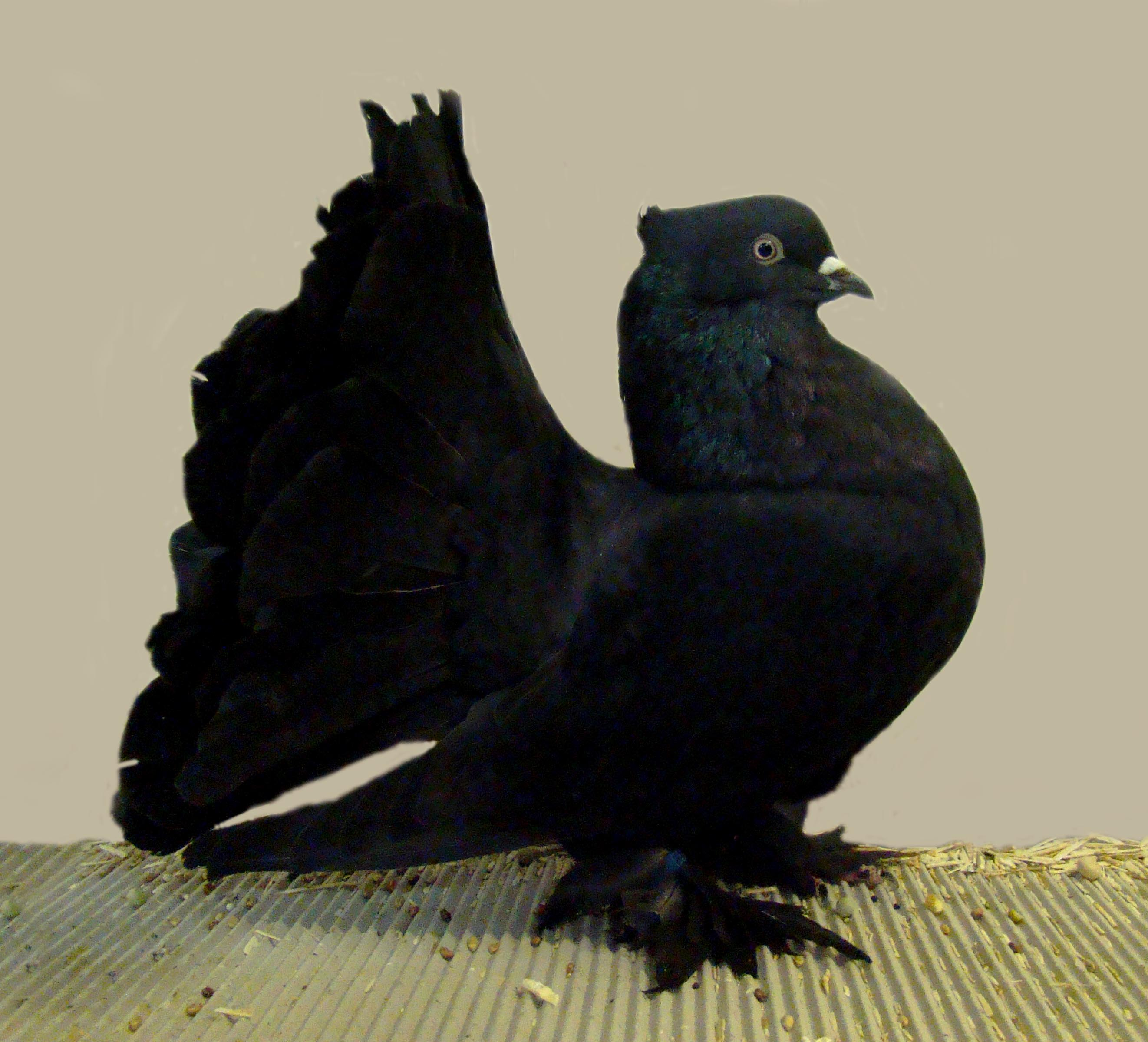
Indische Pfautaube (EE 607)

Gartenpfautauben werden in England, ähnlich der Chabo in Japan, zur Belebung der Gärten als Bewohner kleiner Taubenhäuser und an der Freude am Miteinander mit den Tieren gehalten. Häufig finden sich auch Kreuzungen mit den Ausstellungsrassen Pfautaube und Indische Pfautaube oder auch sogenannte „Gartentauben“ (englisch garden doves, garden pigeons), eine Kreuzung weißer Pfautauben mit weißen Brieftauben.
Ähnliche Tauben gibt es in der Abtei Montecassino in Italien und auf der Wartburg in Thüringen. Die dortigen Tauben sollen mit der Mitgift der Heiligen Elisabeth von Thüringen (1207–1231) nach Eisenach gekommen sein.

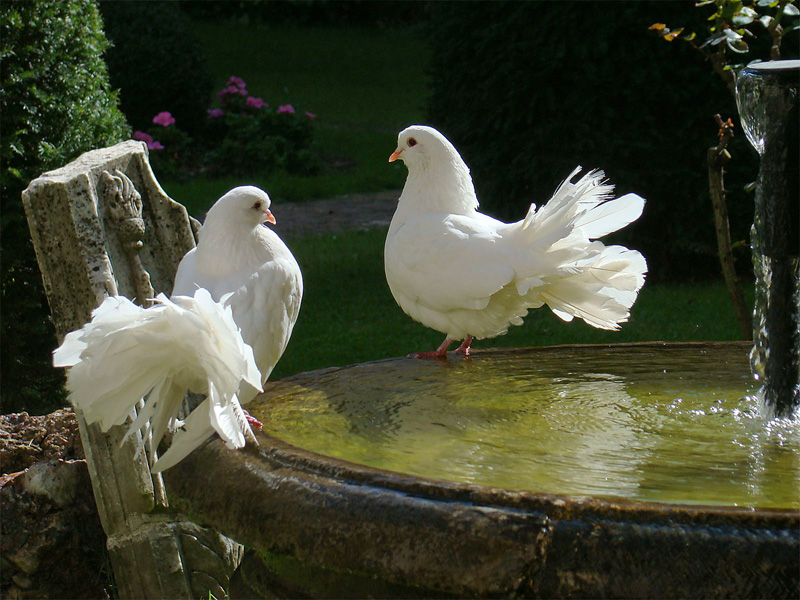
Weiße Pfautauben in der Abtei Montecassino, Italien
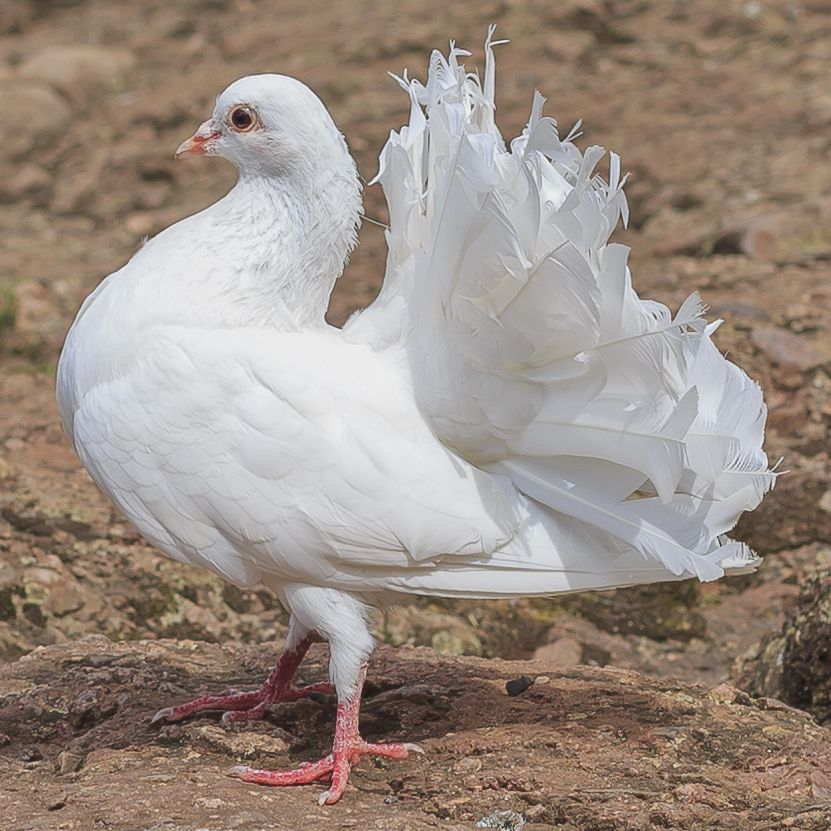
Pfautaube der Wartburg
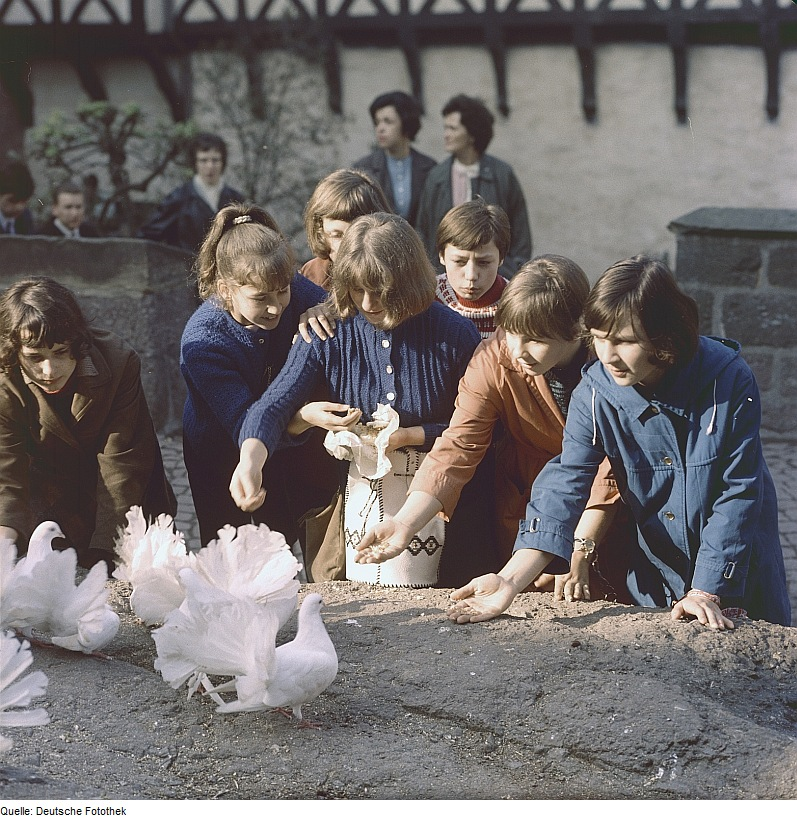
Jugendliche füttern Tauben im Wartburghof (um 1960)